# کیلی الوارز
کیلی الوارز (انگلیسی: Kily Álvarez؛ زادهٔ ۵ فوریهٔ ۱۹۸۴) بازیکن فوتبال اهل اسپانیا است.
از باشگاه‌هایی که در آن بازی کرده‌است می‌توان به باشگاه فوتبال رئال اویدو، باشگاه فوتبال اتلتیکو مادرید، و باشگاه فوتبال اتلتیکو مادرید بی اشاره کرد.
وی همچنین در تیم ملی فوتبال گینه استوایی بازی کرده‌است.